# Esskeetit
«Esskeetit» (стилизовано как ESSKEETIT) — песня американского рэпера Lil Pump, выпущена как второй сингл со второго студийного альбома Harverd Dropout. Песня и видеоклип вышли одновременно 13 апреля 2018 года. Текст песни был написан Газзи Гарсией и Кристофером Барнеттом. Песня спродюсирована им-же совместно с CBMix. Песня дебютировала на двадцать четвертой строчке чарта Billboard Hot 100.

## История
Первый отрывок песни был опубликован в официальном твиттер аккаунте Lil Pump, 6 февраля 2018 года. Lil Pump несколько раз анонсировал выход песни и клипа в своём Twitter и Instagram. Первоначально выход композиции должен был состояться 8 апреля, однако выпуск был перенесен на 13 апреля из-за проблем с авторским правом. Название песни, представляет собой фирменную фразу Lil Pump'а которую он использует в своих треках. В текстовом плане, песня ссылается на метамфетамин и мировые бренды, такие как: Actavis, Porsche и Patek Philippe.

## Музыкальное видео
Музыкальное видео снято самим Газзи Гарсией вместе с Беном Гриффином. В ролике Lil Pump танцует на инкассаторском грузовике, в котором лежит огромная пачка денег. Из-за открытия двери репером начинается  денежный вихрь, при этом сам Lil Pump клюшкой для гольфа разбивает автомобиль Rolls-Royce Wraith, а потом оказывается в «ледяной» локации в окружении похожих на волков собак и девушек в пушистом нижнем белье, а после перемещается в комнату, где уже «скудно» одетые девушки играют в карты. На декабрь 2024 года, клип имеет 541 миллион просмотров на YouTube.

## Издания
- Цифровая загрузка[7]

1. "Esskeetit"  – 3:03

## Участники записи
По данным сайта Tidal
- Газзи Гарсия – производство, вокал, бэк-вокал
- Кристофер Барнетт – производство, инструменты, мастеринг, сведение, программирование

## Чарты

### Недельные чарты
| Чарт (2018)                                | Высшая позиция |
| ------------------------------------------ | -------------- |
| Бельгия/Фландрия (Ultratip Bubbling Under) | 14             |
| Бельгия/Валлония (Ultratip Bubbling Under) | 19             |
| Канада (Billboard Canadian Hot 100)        | 25             |
| Франция (SNEP)                             | 103            |
| Венгрия (Single Top 40)                    | 6              |
| Венгрия (Stream Top 40)                    | 34             |
| Италия (FIMI)                              | 84             |
| Новая Зеландия (RMNZ)                      | 5              |
| Португалия (AFP)                           | 40             |
| Швеция (Sverigetopplistan)                 | 74             |
| Швейцария (Schweizer Hitparade)            | 74             |
| Великобритания (OCC UK Singles)            | 89             |
| США (Billboard Hot 100)                    | 24             |
| США (Billboard Hot R&B/Hip-Hop Songs)      | 16             |
| США (Billboard Rhythmic)                   | 27             |

### Годовые чарты
| Чарт (2018)                           | Позиция |
| ------------------------------------- | ------- |
| США Hot R&B/Hip-Hop Songs (Billboard) | 75      |